# Saazish (film, 1988)
Pour plus de détails, voir Fiche technique et Distribution.
Saazish est un film d'action du cinéma indien, en hindi, de 1968, réalisé par Rajkumar Kohli (en). Il met en vedette Raaj Kumar (en), Mithun Chakraborty, Raj Babbar (en), Dimple Kapadia, Anita Raj, Vinod Mehra (en), Kader Khan et Amrish Puri.

## Fiche technique
Sauf indication contraire, les informations mentionnées dans cette section peuvent être confirmées par la base de données cinématographiques IMDb,  présente dans la section « Liens externes ».
- Titre : Saazish
- Réalisation : Rajkumar Kohli (en)
- Langue : Hindi
- Genre : Film d'action
- Durée : 140 minutes (2 h 20)
- Date de sortie en salles :
  - Inde : 1988